# 不屈的心
「不屈的心」（負けない心）是日本的音樂团体AAA的第25张单曲。2010年8月18日由avex trax发售。

## 概要
- 「不屈的心」是由小室哲哉提供樂曲，製作人為 masato matsuura & Tetsuya_Komuro，小室哲哉亦在此單曲開始為AAA擔任製作人之一。
- 與「Summer Revolution」一樣，「不屈的心」由成員宇野實彩子和伊藤千晃擔任主唱，男子組成員擔任跳舞部份，而成員日高光啓亦負責Rap部份。
- 此單曲為成員西島隆弘客串，朝日電視台電視劇「懸崖邊的繪里子」（崖っぷちのエリー〜この世でいちばん大事な「カネ」の話〜）的主題曲，而 B-side 的「Day by day」是avex artist academy廣告歌曲。
- 此單曲有4個版本，分別有「CD+DVD（Jacket A）」、「CD+DVD（Jacket B）」、「CD ONLY」和「mu-mo shop限定盤」。「CD ONLY」收錄了組合H Jungle with t的單曲「WOW WAR TONIGHT ～興起新時代吧～」
- 在8月30日於公信榜单曲週排行榜取得第3位

## 收录内容

### CD+DVD（Jacket A）
CD
1. 不屈的心
（作詞：Kenn Kato 作曲：Tetsuya Komuro Rap詞：Mitsuhiro Hidaka 編曲：ats-）
2. Day by day
（作詞・作曲：Tetsuya Komuro Rap詞：Mitsuhiro Hidaka 編曲：齋藤真也）
3. 不屈的心（Instrumental）
4. Day by day（Instrumental）

DVD
1. 不屈的心(Video Clip)

### CD+DVD（Jacket B）
CD
1. 不屈的心
2. Day by day
3. 不屈的心（Instrumental）
4. Day by day（Instrumental）

DVD
1. NHK Hall 「想見你的理由 with TK」Off shot
2. NHK Hall 「想見你的理由 with TK」
3. 想見你的理由(Video clip making)

### CD ONLY （Jacket C）
1. 不屈的心
2. Day by day
3. WOW WAR TONIGHT ～興起新時代吧～
（作詞・作曲：Tetsuya Komuro 編曲：ats-）
4. 不屈的心（Instrumental）
5. Day by day（Instrumental）

### CD ONLY （mu-mo shop限定盤）

#### mu-mo shop限定盤 A ver.（AAA ver.）
1. 不屈的心
2. Day by day
3. Think about AAA 5th Anniversary 〜season 1〜

#### mu-mo shop限定盤 B ver.（男子組 ver.）
1. 不屈的心
2. Day by day
3. Think about AAA 5th Anniversary 〜season 2〜

#### mu-mo shop限定盤 C ver.（女子組 ver.）
1. 不屈的心
2. Day by day
3. Think about AAA 5th Anniversary 〜season 3〜